# Gervasio Deferr
Gervasio Deferr (n. 7 noiembrie 1980, Premià de Mar, Catalonia, Spania) este un gimnast artistic ce a reprezentat Spania, medaliat olimpic. A participat la 3 ediții ale Jocurilor Olimpice (2000, 2004, 2008) în care a câștigat două medalii de aur și o medalie de argint.